# Latvija na Dječjoj pjesmi Eurovizije
Latvija se pojavila na Dječjoj pjesmi Eurovizije 2003., u njenom prvom izdanju.

## Predstavnici
- 2003.: Dzintars Cica | Tu Esi Vasara (ti si u proljeću) | 9. mjesto (37 bodova)
- 2004.: Martins Talbergs | Balts Vai Melns (crno ili bijelo) | 18. mjesto (23 boda)
- 2005.: Kids4Rock | Es Esmu Maza Jauka Meitene  (ja sam mala zaljubljena djevojčica) | 11. mjesto (50 bodova)
- 2010.: Šarlote and the Sea Stones | Viva la Dance (Živio ples) | 10. mjesto (51 bodova)
- 2011.: Amanda Bašmakova | Moondog (Mjesečev pas) | 13. mjesto (31 bodova)